# Argençola
Argençola är en kommun i Spanien.   Den ligger i provinsen Província de Barcelona och regionen Katalonien, i den östra delen av landet, 400 km öster om huvudstaden Madrid. Antalet invånare är 245. Arean är 47 kvadratkilometer. Argençola gränsar till Santa Coloma de Queralt, Talavera, Montmaneu, Sant Guim de Freixenet, Veciana, Jorba och Sant Martí de Tous. 
Terrängen i Argençola är kuperad österut, men västerut är den platt.